# Tillandsia ariza-juliae
Tillandsia ariza-juliae är en gräsväxtart som beskrevs av Lyman Bradford Smith och Oton Jiménez. Tillandsia ariza-juliae ingår i släktet Tillandsia och familjen Bromeliaceae. Inga underarter finns listade i Catalogue of Life.